# 黄石镇 (桃源县)
黄石镇，是中华人民共和国湖南省常德市桃源县下辖的一个乡镇级行政单位。

## 行政区划
黄石镇下辖以下地区：
和平社区、万寿社区、黄安村、杨柳村、金洪村、花园村、新桥村、东山村、新湾村、桃花村、新铺村、香山村、大谷村、观音村、芭茅洲村、茶源村和黄石水库榔树垭村。